# Explorer 16
Explorer 16 – satelita naukowy amerykańskiej agencji kosmicznej NASA. Drugi, po Explorerze 13, statek serii Micrometeroid (S-55), badający mikrometeoroidy (wyznaczenie prawdopodobieństwa trafienia statku przez mikrometeoroid). Statek był na stałe połączony z ostatnim stopniem rakiety nośnej. Satelita pracował do lipca 1963 i wypełnił wszystkie zakładane cele.
Satelita nadal przebywa na orbicie, której trwałość szacuje się na około 800 lat.

## Ładunek
- Ciśnieniowy detektor meteoroidów

Detektor zbudowany był z pojemników w kształcie półcylindrów o ściankach trzech różnych grubości: 25, 51 i 127 mikrometrów. Wykonane były z miedzi i berylu. Pojemniki zawierały gazowy hel pod ciśnieniem. Przy przebiciu ścianki dochodziło do wycieku gazu i spadku ciśnienia, co było rejestrowane przez układy elektroniczne. Pojemniki były podzielone na dwie identyczne grupy, korzystające z osobnych obwodów telemetrii. Przez 7,5 miesiąca trwania eksperymentu odnotowano 44 uderzenia w 100 pojemników o ściance 25 mikrometrów, i żadnego w 20 zbiorników o ściance 127 mikrometrów. Tempo uderzeń w ścianki 25 mikrometrów wynosiło 0,32 uderzenia na m² na dobę. W ścianki o grubości 51 mikrometrów: 0,19 uderzenia na m² na dobę.
- Sieciowe detektory mikrometeoroidów

Detektor stanowiło 60 czujników foliowych w kształcie trójkątów równobocznych, o podstawie 11,60 cm. Zainstalowany był na fragmencie rakiety nośnej połączonym z satelitą. Każdy czujnik posiadał obwód elektryczny nałożony za pomocą metod elektrochemicznych, nałożony na mylar o grubości. 0,025 mm, po odwrotnej stronie płytek ze stali nierdzewnej. 24 płytki miały grubość 0,025 mm, a 4 grubości 0,152 mm. Okruch przebijający metal naruszał również obwód elektryczny pod nim, co zmieniało jego rezystancję. Podczas trwania eksperymentu, płytki o grubości 25 mikrometrów zostały przebite 6 razy, a płytki o grubości 152 mikrometrów, jeden raz.
- Detektor mikrometeoroidów z drutem miedzianym

Detektor składał się z 46 czujników, z którego każdy zawierał 5 drucików miedzianych, o grubościach 52 (14 szt.) i 76 mikrometrów (32 szt.). Pomiar polegał na odnotowaniu spadku rezystancji uszkodzonego meteoroidem drutu. W trakcie trwania eksperymentu pierwszy kanał telemetrii nie dał znaku przerwania żadnego drucika. Drugi kanał wskazywał na zderzenie meteoroidu z jednym z drucików każdej grubości, odpowiednio 28 czerwca 1963 i 13 lipca 1963.
- Detektor mikrometeoroidów

Detektor wykorzystywał czujnik piezoelektryczny do pomiaru pędu uderzających mikrometeoroidów. Detektor o łącznej powierzchni czułej 0,35 m² był zamontowany niedaleko anten. Czujnik posiadał trzy poziomy czułości. Dane z niego były korelowane z danymi z detektora ciśnieniowego. Do 1 lipca 1963 zarejestrował około 15 000 uderzeń mikrometeoroidów.
- Detektor mikrometeoroidów z siarczkiem kadmu

Czujnik składał się z dwóch komórek z siarczkiem kadmu, o powierzchni efektywnej 48 cm². Każda z komórek była osłonięta warstwą polimeru oraz aluminiowanym mylarem, o grubości 6,4 mikrometra. Czujnik zamontowany był przy antenach satelity. Przy przebiciu osłonki przez meteoroid, przez powstały otwór wpadało światło, zmieniając rezystancję komórki proporcjonalnie do wielkości otworu. Z komórki A dane napływały przez 20 dni, a z komórki B przez 55 dni.